# Хойккевальде
Хойккевальде (нем. Heuckewalde) — коммуна в Германии, в земле Саксония-Анхальт. 
Входит в состав района Бургенланд. Подчиняется управлению Дройсигер-Цайтцер Форст.  Население составляет 441 человек (на 31 декабря 2006 года). Занимает площадь 6,55 км². Официальный код  —  15 2 56 039.
Коммуна подразделяется на 3 сельских округа.